# Lago Winnipegosis
El lago Winnipegosis (del inglés: Winnipegosis Lake) es un gran lago (5370 km²) localizado en el centro de Norteamérica, en la provincia  de Manitoba, Canadá, a unos 300 km al noroeste de Winnipeg. Es el 40.º mayor lago del mundo y el 11º de Canadá.
De forma elongada, con 195 km de longitud, es el segundo mayor lago de los tres grandes lagos de Manitoba central, siendo los otros dos el lago Winnipeg, el mayor, y el lago Manitoba. Los tres se sitúan sobre la base del prehistórico lago glacial Agassiz. 
La cuenca fluvial del lago drena 49 825 km² de las provincias de Manitoba y Saskatchewan. Ríos tributarios son Red Deer, Woody y Swan. El lago desagua a través del río Water Hen hacia el lago Manitoba, y así forma parte de las cuencas hidrográficas del lago Winnipeg, del río Nelson, y de la bahía de Hudson.
El nombre del lago procede del de lago Winnipeg, con un sufijo como diminutivo. Algunas comunidades en las orillas del lago son Camperville y Winnipegosis (687 hab. en 2006).
- Datos: Q934638
- Multimedia: Lake Winnipegosis / Q934638